# Tarraco
Tarraco (nome completo: COLONIA IVLIA VRBS TRIVMPHALIS TARRACO) foi uma cidade romana na Península Ibérica (atual Tarragona), a capital da província da Hispânia Citerior (no período da República Romana), e depois da Tarraconense (sob o império).

## Patrimônio Mundial da UNESCO
A UNESCO incluiu as ruínas que se conservam de uma antiga cidade romana em Tarraco na lista do Patrimônio Mundial.
Critério ii. Os restos romanos de Tarraco são de uma importância excepcional no desenvolvimento do planejamento e desenho urbanístico romano e serviu de modelo para as capitais da província no resto do mundo.
Critério iii. Tarraco proporciona um testemunho de uma etapa significativa na história das terras mediterrâneas na Antiguidade.

### Lugares protegidos
| Código  | Nome                                               | Lugar                                 | Coordenadas                    |
| ------- | -------------------------------------------------- | ------------------------------------- | ------------------------------ |
| 875-001 | Muralha de Tarragona                               | Tarragona                             | 41° 07' 12.4" N 1° 15' 32.6" E |
| 875-002 | Foro romano de Tarraco - Recinto de culto imperial | Tarragona                             | 41° 07' 10.3" N 1° 15' 30.0" E |
| 875-003 | Foro romano de Tarraco - Foro da província         | Tarragona                             | 41° 07' 05.0" N 1° 15' 21.0" E |
| 875-004 | Circo romano de Tarraco                            | Tarragona                             | 41° 6' 56.9" N 1° 15' 24.5" E  |
| 875-005 | Foro colonial de Tarraco - Foro colonial           | Tarragona                             | 41° 06' 52.5" N 1° 14' 56.6" E |
| 875-006 | Teatro romano de Tarraco                           | Tarragona                             | 41° 06' 48.6" N 1° 14' 52" E   |
| 875-007 | Anfiteatro de Tarraco, basílica e igreja românica  | Tarragona                             | 41° 06' 53.0" N 1° 15' 33.5" E |
| 875-008 | Cemitério paleocristiano de Tarragona              | Tarragona                             | 41° 06' 53.1" N 1° 14' 18.0" E |
| 875-009 | Ponte do Diabo                                     | 4 km ao norte de Tarragona            | 41° 08' 47.6" N 1° 14' 36.6" E |
| 875-010 | Torre de los Escipiones                            | 5 km a leste de Tarragona             | 41° 07' 52.7" N 1° 18' 59.0" E |
| 875-011 | Cantera del Médol                                  | 9 km ao norte de Tarragona            | 41° 08' 12.7" N 1° 20' 22.4" E |
| 875-012 | Cidade-mausoléu de Centcelles                      | 4,6 km ao norte-noroeste de Tarragona | 41° 09' 07.6" N 1° 13' 49.7" E |
| 875-013 | Villa dels Munts                                   | 10 km a leste de Tarragona            | 41° 08' 01.8" N 1° 22' 22.8" E |
| 875-014 | Arco de triunfo de Bará                            | 20 km a leste de Tarragona            | 41° 10' 22.9" N 1° 28' 07.3" E |